# Schwarzenbach (Gemeinde Schweiggers)
Schwarzenbach ist eine Ortschaft und eine Katastralgemeinde der Gemeinde Schweiggers im Bezirk Zwettl in Niederösterreich.

## Geschichte
Laut Adressbuch von Österreich war im Jahr 1938 in Schwarzenbach ein Landwirt mit Direktvertrieb ansässig.

## Siedlungsentwicklung
Zum Jahreswechsel 1979/1980 befanden sich in der Katastralgemeinde Schwarzenbach insgesamt 19 Bauflächen mit 12.945 m² und 5 Gärten auf 382 m², 1989/1990 gab es 13 Bauflächen. 1999/2000 war die Zahl der Bauflächen auf 27 angewachsen und 2009/2010 bestanden 21 Gebäude auf 39 Bauflächen.

## Bodennutzung
Die Katastralgemeinde ist landwirtschaftlich geprägt. 205 Hektar wurden zum Jahreswechsel 1979/1980 landwirtschaftlich genutzt und 69 Hektar waren forstwirtschaftlich geführte Waldflächen. 1999/2000 wurde auf 200 Hektar Landwirtschaft betrieben und 74 Hektar waren als forstwirtschaftlich genutzte Flächen ausgewiesen. Ende 2018 waren 194 Hektar als landwirtschaftliche Flächen genutzt und Forstwirtschaft wurde auf 75 Hektar betrieben. Die durchschnittliche Bodenklimazahl von Schwarzenbach beträgt 22,8 (Stand 2010).